# Ficus nervosa
Ficus nervosa es una especie de árbol en la familia Moraceae.  Crece hasta alcanzar los 35 m de altura. Se encuentra en la mayoría de los países de Asia.